# Strymon marcidus
Strymon marcidus är en fjärilsart som beskrevs av Riley 1921. Strymon marcidus ingår i släktet Strymon och familjen juvelvingar. Inga underarter finns listade i Catalogue of Life.